# 청원군청
청원군청(淸原郡廳)은 2014년 6월 30일까지 존재했던 충청북도 청원군의 행정을 총괄하는 행정관청이었다. 청원군수는 지방정무직공무원으로, 부군수는 지방부이사관(3급)으로 보한다. 1946년 청주군이 청원군과 청주시로 나뉜 역사적 요인과 청원군이 청주시를 도넛 형태로 감싼 지러적 요인 등으로 특이하게 청원군이 아닌 충청북도 청주시 상당구 상당로 69번길 38 (북문로 1가 171-3)에 위치하고 있었다. 2014년 7월 1일 법률 제 11624호 충청북도 청주시 설치 및 지원특례에 관한 법률에 따라 청원군은 폐지가 되어 청원군청은 청주시청과의 통합이 되어있으며, 통합청주시청의 일부 지역은 청원이라는 명칭을 그대로 이어 청원구가 되었다. 옛 청원군청은 현재 청주시청 제2청사로 이용되고 있다.

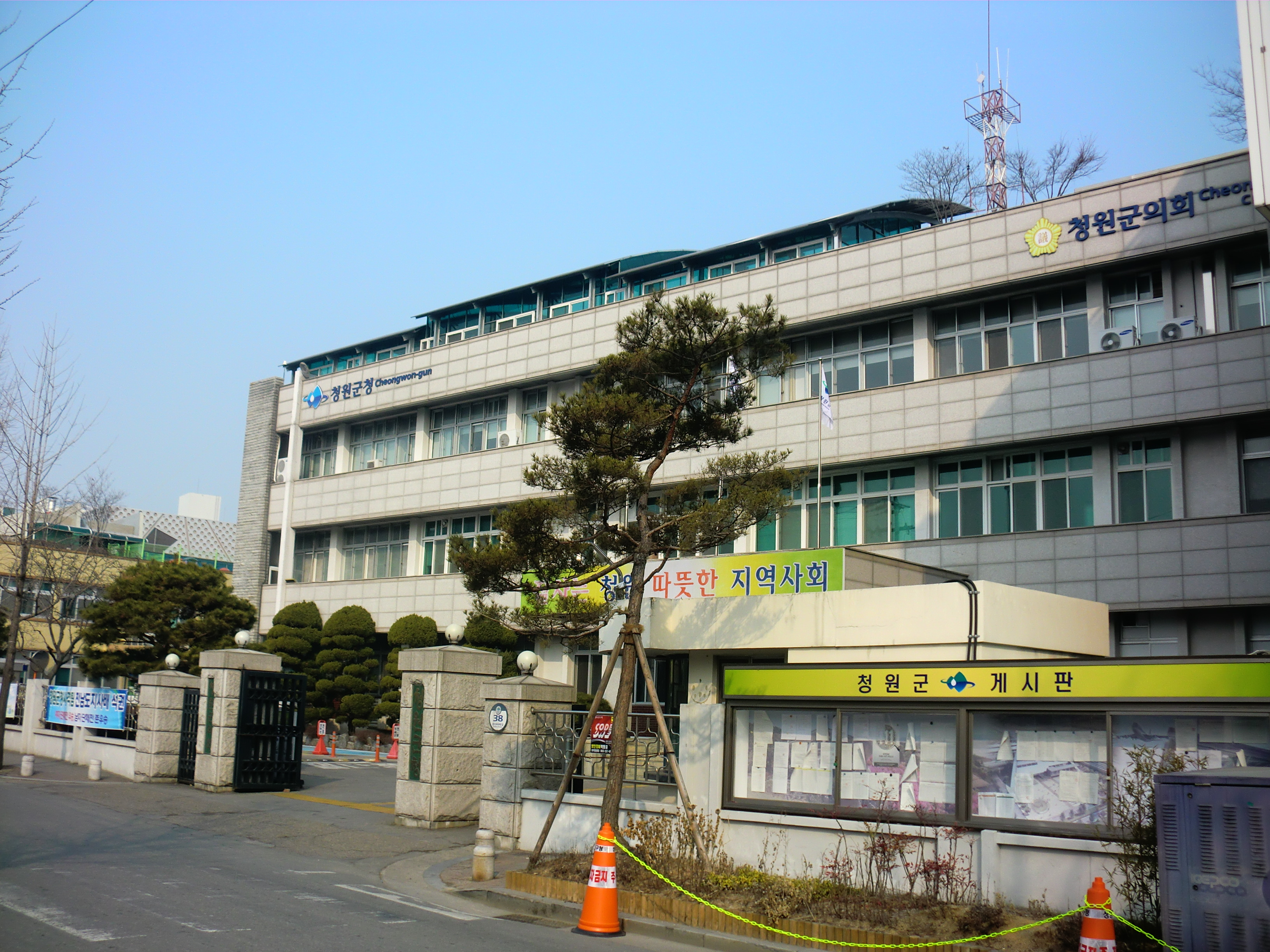
구 청원군청사 현 청주시청 제2청사

## 연혁
- 1946년 6월 1일 군정법령 제84호(1946. 5. 1공포) 청주읍이 부로 승격됨에 따라 청주군이 청원군으로 개칭되어 청원군청 신설
- 2014년 7월 1일 법률 제11624호 충청북도 청주시 설치 및 지원특례에 관한 법률에 따라 청원군청 폐지. 청주시청과 통합

## 조직

### 부군수
- 부속실

#### 기획홍보실
- 사회복지과
- 문화체육과
- 축산과
- 환경과
- 건축디자인과
- 재난안전과
- 민원과
- 행정과
- 주민생활과
- 경제투자과
- 농정과
- 산림과
- 건설과
- 도시과
- 재무과
- 교통과
- 감사정보과

##### 읍·면사무소
- 내수읍사무소[5]
- 오창읍사무소[5]
- 오송읍사무소[6]
- 미원면사무소[7]
- 가덕면사무소[7]
- 남일면사무소[7]
- 남이면사무소[8]
- 문의면사무소[7]
- 현도면사무소[8]
- 강내면사무소[6]
- 옥산면사무소[6]
- 북이면사무소[5]
- 낭성면사무소[7]

## 소속기관

### 직속 기관
- 보건소
- 농업기술센터

### 사업소
- 상수도사업소
- 하수도사업소
- 지식정보센터

## 기타 기관
- 의회사무과
- 통합시실무준비단

## 같이 보기
- 청원군의회
- 청원군수 선거